# Zabagnie (województwo małopolskie)
Zabagnie – wieś w Polsce położona w województwie małopolskim, w powiecie olkuskim, w gminie Wolbrom.
| SIMC    | Nazwa     | Rodzaj     |
| ------- | --------- | ---------- |
| 0224857 | Gajówka   | część wsi  |
| 0224538 | Majorat   | przysiółek |
| 0224521 | Nowa Łąka | przysiółek |
| 0224544 | Radocha   | przysiółek |

W latach 1975–1998 miejscowość należała administracyjnie do województwa katowickiego.